# Queen Elizabeth Park (Vancouver)

Ansicht des Parks

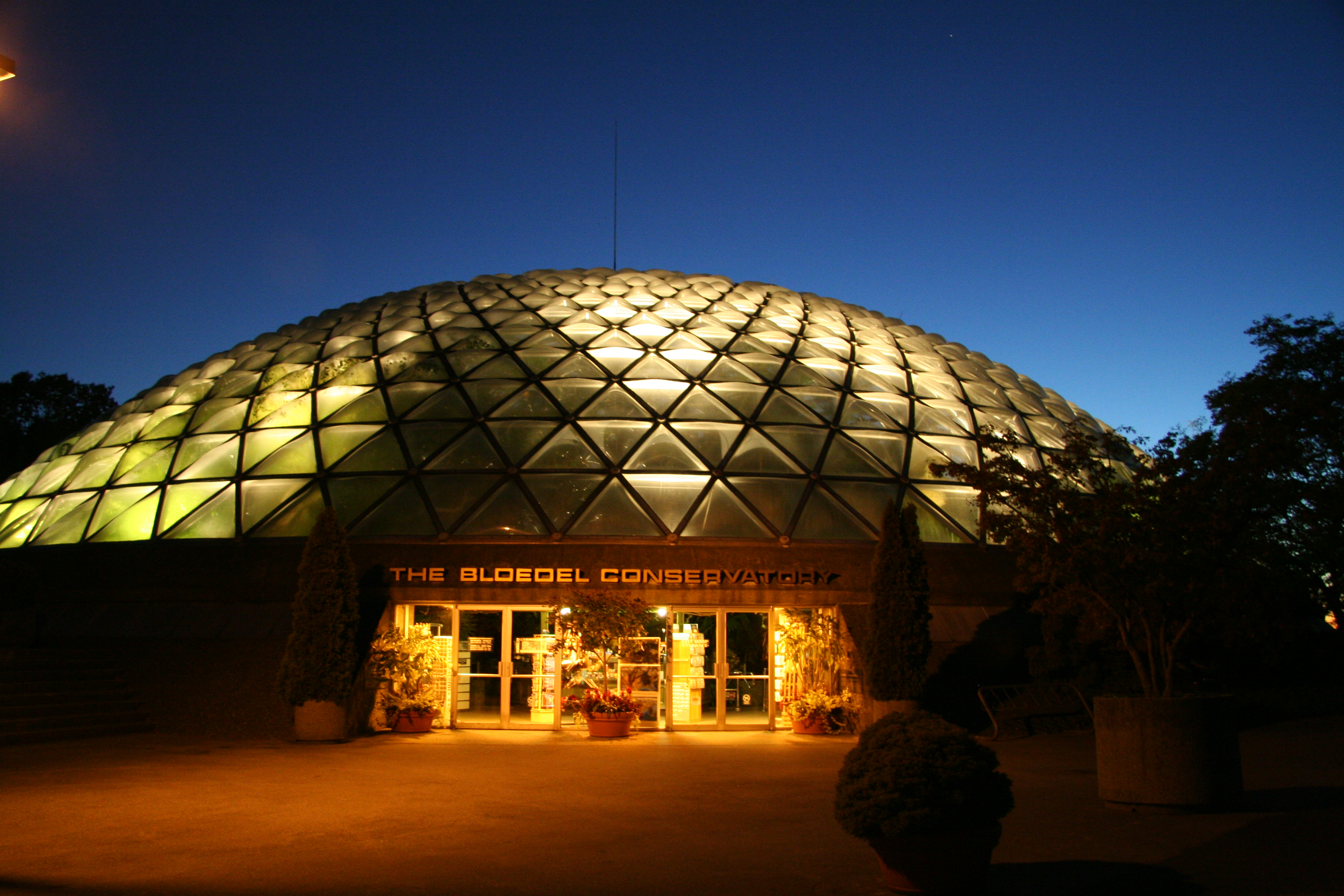
Bloedel Floral Conservatory

Der Queen Elizabeth Park ist ein Park in der kanadischen Stadt Vancouver. 

## Lage
Der 52 Hektar große Park liegt im Stadtbezirk South Cambie. Neben dem Little Mountain, mit 167 Metern über dem Meer höchster Punkt der Stadt, befinden sich unter anderem ein Arboretum, ein Gewächshaus mit Voliere und einer Statue von Henry Moore (Bloedel Floral Conservatory), ein Golfplatz, eine Discgolf-Anlage und Tennisplätze im Park.

## Geschichte
Zu Beginn des 20. Jahrhunderts befand sich hier ein Steinbruch, aus dem Material für den Straßenbau gewonnen wurde. 1930 machte die Tulpengesellschaft von British Columbia den Vorschlag, den Steinbruch in einen Park umzuwandeln. Einige Jahre später wurde das Gelände an die städtische Parkbehörde verkauft, die es der Königin Elizabeth widmete, die 1939 zusammen mit ihrem Ehemann König Georg VI. Kanada besuchte. Mit finanzieller Unterstützung des kanadischen Papierindustrieverbandes wandelten städtische Angestellte das Gelände in einen englischen Landschaftsgarten um.
Der Forstwirtschaftsunternehmer Prentice Bloedel spendete 1,25 Millionen CAD und ermöglichte dadurch den Bau des ersten Gewächshauses in Kanada mit einer geodätischen Kuppel. Die Eröffnung der Bloedel Floral Conservatory erfolgte am 6. Dezember 1969.
In den 1990er Jahren wurden im Park mehrere Episoden der Fernsehserie Stargate gedreht.